# Territorio no organizado
Un territorio no organizado es una región de tierra que no tiene un sistema de gobierno constitucional. En la práctica, dichos territorios, apenas están poblados. Un territorio no organizado no significa que sea un territorio no reclamado, ni que no tenga representación por el gobierno.
En la práctica, un territorio no organizado podría tener lo siguiente: un área en la que el control efectivo del gobierno no ha sido establecido como hoy en día. Este ha sido el uso histórico normal, e indica, por ejemplo, a los antiguos territorios de los EE. UU., donde el Gobierno federal de los EE. UU. solo ejercía el control de pasajeros cuando sus fuerzas estaban presentes.
- Un área en la que el gobierno local no existe, o existe solo una forma embrionaria de gobiernos locales, los servicios son, por lo tanto, proporcionados por el gobierno federal o estatal, o unidad constitutiva. Este es el significado de los territorios no organizados de hoy en día.

El término tiene varias denotaciones y connotaciones en función de la utilización adecuada y el contexto. Estas regiones ligeramente gobernadas eran de ocurrencia común en del siglo XIX, época de alto crecimiento en los estados federados unidos, como grandes extensiones, como el Territorio de Luisiana, el Territorio de Misuri, el Territorio de Oregón y así sucesivamente fueron establecidos en un año por el Congreso, separándose, por lo que después esos territorios contaban con los requisitos para ser estados, en la cual el resto de territorios «huérfanos», se convirtieron en «territorios no organizados».

## Estados Unidos

### Oficina del censo de los Estados Unidos
Los territorios no organizados, tal como lo define la Oficina del Censo de los Estados Unidos, existen en 10 estados: (Arkansas, Indiana, Iowa, Luisiana, Maine, Minnesota, Carolina del Norte, Dakota del Norte, Ohio y Dakota del Sur) donde partes de algunos condados no están incluidos en ninguna entidad incorporada o independiente. Por lo tanto, la Oficina del Censo de los Estados Unidos, divide esas entidades como divisiones de condados, para usarlos con propósitos estadísticos. La Oficina del Censo le asigna un nombre, seguido por la designación «unorganized territory». Los territorios no organizados fueron usados por primera vez para propósitos estadísticos durante el censo de 1960.
En el censo de 2010 había 224 de estos territorios dentro de los Estados Unidos. Siendo Dakota del Norte el estado con más territorios no organizados, con 102. Seguido por Minnesota con 56, Maine con 39 territorios no organizados. El resto de los estados tienen pocos territorios no organizados. Sin embargo, el territorio no organizado más poblado es la base del Cuerpo de Marines de los Estados Unidos Camp Lejeune, en Carolina del Norte, con una población total de 29.111 en el censo de 2010.

### Territorios de Estados Unidos

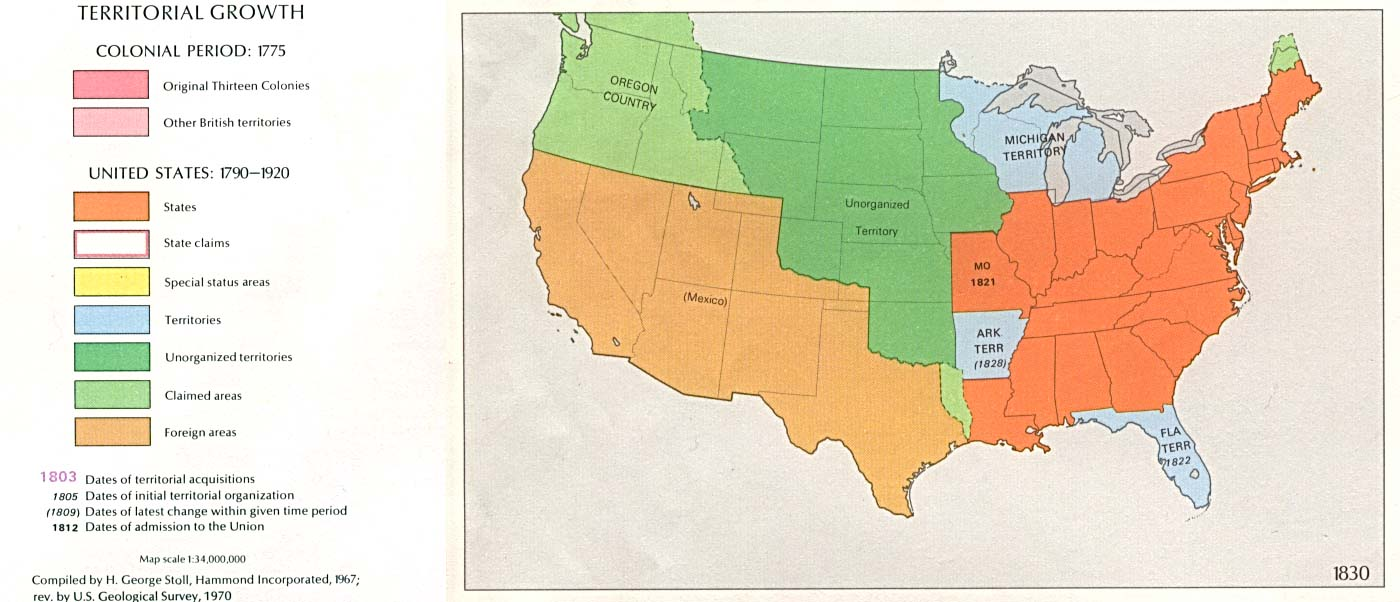
Territorio no organizado (verde oscuro) en 1830.

Un territorio no organizado es también un territorio de Estados Unidos para el cual el Congreso de los Estados Unidos no ha establecido una ley orgánica (organic act). En este sentido, los territorios no organizados son áreas bajo la soberanía del gobierno federal de los Estados Unidos pero que no están dentro de ningún estado de la Unión y no han sido «organizados» en entidades de gobierno. Actualmente, todos los territorios no organizados son considerados como áreas insulares, administrados por la Oficina de Asuntos Insulares (Office of Insular Affairs) del Departamento de Interior de los Estados Unidos. 
Samoa Estadounidense es técnicamente un territorio no organizado, en el cual el Congreso no ha aprobado ninguna ley orgánica, pero tiene su propio gobierno, según los términos de su Constitución, revisada por última vez en 1967, excepto que sus habitantes no son considerados ciudadanos estadounidenses. En 2021, el Atolón Palmyra —anteriormente parte del Territorio de Hawái— es el único territorio incorporado no organizado de los Estados Unidos.

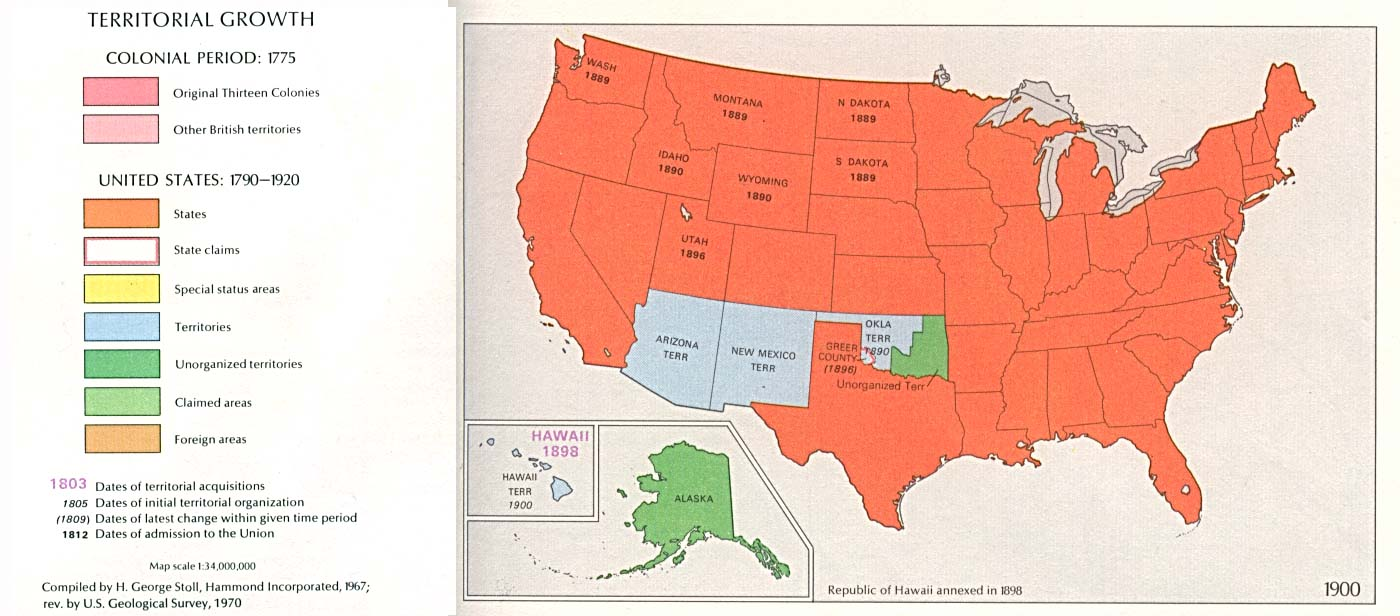
Territorios no organizados (verde oscuro) en 1900.

## Canadá
Los territorios no organizados también existen en ciertas regiones de Canadá, como el Norte de Ontario donde no existe ninguna entidad gubernamental. En Quebec, cualquier territorio fuera de una municipalidad incorporada es considerado territorio no organizado.